# Joke Swiebel
Joke Swiebel (ur. 28 listopada 1941 w Hadze) – holenderska polityk, działaczka społeczna, deputowana do Parlamentu Europejskiego (1999–2004).

## Życiorys
Studiowała politologię na Uniwersytecie Amsterdamskim, pracowała następnie na tej uczelni. W 1963 wstąpiła do Partii Pracy. Od 1977 zaangażowana w działalność na rzecz równouprawnienia kobiet. Była urzędnikiem w Komitecie Emancypacyjnym, rządowym organie doradczym, następnie obejmowała inne stanowiska urzędnicze związane z tą tematyką oraz z kwestiami społecznymi. Była m.in. przewodniczącą holenderskiej delegacji do powołanej przy ONZ komisji ds. statusu kobiet (1988–1995) i wiceprzewodniczącą tej komisji (1992–1993).
W wyborach w 1999 z ramienia Partii Pracy uzyskała mandat posłanki do Parlamentu Europejskiego V kadencji. Należała do grupy socjalistycznej, pracowała m.in. w Komisji Wolności i Praw Obywatelskich, Sprawiedliwości i Spraw Wewnętrznych oraz w Komisji Praw Kobiet i Równouprawnienia. W PE zasiadała do 2004.
Jako eurodeputowana zaangażowała się w działania na rzecz praw osób homoseksualnych. Przewodniczyła międzypartyjnej grupie parlamentarnej ds. praw gejów i lesbijek. W 2006 była współprzewodniczącą międzynarodowej konferencji poświęconej prawom człowieka społeczności LGBT podczas pierwszej konferencji World Outgames w Montrealu, jest autorką opracowanej wówczas tzw. deklaracji z Montrealu.